# Taonan
Taonan (chiń. 洮南; pinyin Táonán) – miasto na prawach powiatu w północno-wschodnich Chinach, w prowincji Jilin, w prefekturze miejskiej Baicheng. W 1999 roku liczba mieszkańców miasta wynosiła 433 670. Stolica prefektury apostolskiej Lintong.